# Saint-Corneille
Saint-Corneille – miejscowość i gmina we Francji, w regionie Kraj Loary, w departamencie Sarthe. Nazwa miejscowości pochodzi od imienia św. Korneliusza.
Według danych na rok 1990 gminę zamieszkiwało 735 osób, a gęstość zaludnienia wynosiła 66 osób/km² (wśród 1504 gmin Kraju Loary, Saint-Corneille plasuje się na 705. miejscu pod względem liczby ludności, natomiast pod względem powierzchni na miejscu 962.).